# Burquina Fasso nos Jogos Olímpicos de Verão de 1996
Burquina Fasso enviou 5 competidores para os Jogos Olímpicos de Verão de 1996, em Atlanta, nos Estados Unidos. A delegação não conquistou medalhas.

## Desempenho

### Atletismo
Masculino
| Atleta       | Evento             | Eliminatórias | Eliminatórias | Quartas-de-final | Quartas-de-final | Semifinais | Semifinais | Final       | Final       |
| Atleta       | Evento             | Marca         | Pos.          | Marca            | Pos.             | Marca      | Pos.       | Marca       | Pos.        |
| ------------ | ------------------ | ------------- | ------------- | ---------------- | ---------------- | ---------- | ---------- | ----------- | ----------- |
| Oliver Sanou | Salto em altura    | NM            | NM            |                  |                  |            |            | Não avançou | Não avançou |
| Franck Zio   | Salto em distância | NM            | NM            |                  |                  |            |            | Não avançou | Não avançou |

Feminino
| Atleta             | Evento          | Eliminatórias | Eliminatórias | Quartas-de-final | Quartas-de-final | Semifinais | Semifinais | Final       | Final       |
| Atleta             | Evento          | Marca         | Pos.          | Marca            | Pos.             | Marca      | Pos.       | Marca       | Pos.        |
| ------------------ | --------------- | ------------- | ------------- | ---------------- | ---------------- | ---------- | ---------- | ----------- | ----------- |
| Irène Tiendrébéogo | Salto em altura | 1,80 m        | 29º           |                  |                  |            |            | Não avançou | Não avançou |
| Chantal Ouoba      | Salto triplo    | 12,40 m       | 27º           |                  |                  |            |            | Não avançou | Não avançou |

### Boxe
| Atleta         | Peso | Primeira fase          | Oitavas de final       | Quartas de final       | Semifinais             | Final                  | Final |
| Atleta         | Peso | Adversário e resultado | Adversário e resultado | Adversário e resultado | Adversário e resultado | Adversário e resultado | Pos.  |
| -------------- | ---- | ---------------------- | ---------------------- | ---------------------- | ---------------------- | ---------------------- | ----- |
| Idrissa Kabore | Leve | CZE J. Konečný D 6–16  | Não avançou            | Não avançou            | Não avançou            | Não avançou            | 17º   |

Legenda
| Recorde mundial      | Recorde mundial (World record)               |                       | Recorde africano                      | Recorde africano (African) |                                           | Q | Classificado por posição (Qualified) |
| Recorde olímpico     | Recorde olímpico (Olympic record)            | Recorde da América    | Recorde da América (Americas)         | q                          | Classificado por melhor tempo (Qualified) |   |                                      |
| Melhor marca do ano  | Melhor marca do ano (World leading)          | Recorde asiático      | Recorde asiático (Asian)              | DNS                        | Não largou (Did not start)                |   |                                      |
| Recorde nacional     | Recorde nacional (National record)           | Recorde europeu       | Recorde europeu (European)            | DNF                        | Não terminou (Did not finish)             |   |                                      |
| Recorde pessoal      | Recorde pessoal do atleta (Personal best)    | Recorde da Oceania    | Recorde da Oceania (Oceania)          | DSQ / DQ                   | Desclassificado (Disqualified)            |   |                                      |
| Recorde da temporada | Recorde da temporada do atleta (Season best) | Recorde sul-americano | Recorde sul-americano (South America) | NM                         | Sem marca (No mark)                       |   |                                      |